# Heinz-Gerhard Wente
Heinz-Gerhard Wente (* 23. April 1951 in Nettelrede) ist ein deutscher Manager. Er war Präsident der privaten Leibniz Fachhochschule Hannover. Wente war Vorstandsmitglied der Continental AG und Vorsitzender im Aufsichtsrat der Salzgitter AG.

## Leben und Wirken
Wente besuchte das Wirtschaftsgymnasium Hameln, das er 1969 mit dem Abitur abschloss. Von 1969 bis 1971 ging er in die kaufmännische Lehre bei der Continental AG in Hannover. Anschließend leistete er bis 1972 Wehrdienst. Danach studierte er Wirtschaftswissenschaften an der Uni Hannover und Uni Göttingen und schloss sein Studium 1978 als Diplomkaufmann ab. Von da an arbeitete er bei der Continental AG, wo er sich in der betriebsinternen Struktur hocharbeitete.
Mitgliedschaften
- seit 1993 Mitarbeit in verschiedenen Teilen des ContiTech-Bereichs. Er leitete diesen von Oktober 2008 bis April 2015.[2]
- vom 3. Mai 2007 bis zum 30. April 2015 war er Mitglied im Vorstand der Continental AG, wo er bis Dezember 2011 als Personalvorstand und Arbeitsdirektor tätig war.[2]

Von 2010 bis 2016 war Wente Vize-Präsident der IHK Hannover und von 2007 bis 2011 Stellvertreter des Präsidenten des Bundesarbeitgeberverbandes Chemie. Seit September 2015 war Wente Mitglied und ab April 2016  Vorsitzender des Aufsichtsrates der Salzgitter AG. Am 1. September 2018 trat er die Nachfolge von Heiner Feldhaus als Präsident der privaten Leibniz Fachhochschule in Hannover an, sein Nachfolger wurde 2019 Thomas Winkelmann.